# Wyżeł włoski krótkowłosy
Wyżeł włoski krótkowłosy – jedna z ras psów należąca do grupy wyżłów, zaklasyfikowana do sekcji wyżłów kontynentalnych, w podsekcji psów w typie gończych. Typ wyżłowaty. Podlega próbom pracy.
Wyżeł włoski krótkowłosy jest uznawany za przodka wyżłów kontynentalnych. Jest cięższy w budowie i masywniejszy. Pochodzi co najmniej z V w. p.n.e. Na polowaniu wytrwały, sprawdza się jako posokowiec i aporter. Występuje w dwóch odmianach:
- lżejszej pochodzącej z Piemontu
- cięższej z Lombardii

Rasa ta popularna była w renesansie, kiedy to Włosi przekazywali ją jako podarunek Francuzom i Hiszpanom.

## Szata i umaszczenie
Wyżły włoskie krótkowłose mają umaszczenie: białe z oranżem (Bianco-Arancio) lub kasztanowe (Roano-Marrone) z brązowymi, bursztynowymi łatami na pysku, uszach, ogonie i brzuchu.